# William Boyd
William Boyd (Accra, Ghána 1952. március 7. –) brit (skót) író, újságíró és művészetkritikus. Főleg regényeket, novellákat, forgatókönyveket és színdarabokat ír.

## Élete és pályája
Születésekor a család 1950 óta a brit Aranypart gyarmaton éltek, melynek 1957-es függetlensége óta Ghána a neve. Apja trópusi betegségekre szakosodott orvos volt és az accrai University College klinikáját vezette, anyja pedig tanár. Az 1960-as évek elején a család Nigériába költözött, ahol apja hasonló állást töltött be az Ibadani Egyetemen.
Iskolába járni Afrikában kezdett, majd kilenc éves korától Skóciában folytatta, beleértve a középiskolát. Azután Franciaországban, a 2019 óta Université Côte-d'Azurnek nevezett Nizza-i Egyetemen kezdte el egyetemi tanulmányait, ahol francia nyelvből szerzett diplomát, majd a Glasgow-i Egyetemen folytatta és ezt angol nyelv és filozófia mesteri diplomával végezte. Azután az Oxfordi Egyetemhez tartozó Jesus College-ba iratkozott és ott az angol irodalom terén szerzett doktori diplomát. Tanulmányai közben, 1978-ban megviselte apja ritka trópusi betegség okozta halála.
Írni Oxfordban kezdett. Néhány novellája folyóiratokban jelent meg, például a Punchban. Három regényt is írt, amelyek nem jelentek meg.
Dolgozni 1980-ban kezdett, az oxfordi St Hilda's College-ban tanított angol irodalmat 1983-ig. Ugyanabban az időszakban a londoni New Statesman folyóirat tévékritikusa is volt.
Első kiadott regénye a A Good Man in Africa (Egy jó ember Afrikában), amely 1981-ben jelent meg. Ez abban az évben elnyerte a Whitbread-díjat, amely később a Costa-díj nevet kapta, és 1982-ben a Somerset Maugham-díjat.
Az író skót nemzetiségűnek vallja magát, de a 2014-es Skócia függetlensegéről szóló népszavazás kampányában a függetlenség ellen foglalt állást.

### Magánélete
Boyd felesége Susan, folyóiratnál szerkesztő, majd forgatókönyvíró, akit a Glasgow-i Egyetemen ismert meg. Nincs gyereke. Londonban lakik, Chelsea városrészben. Jól beszél franciául és az év egy részét Franciaország dél-nyugati részén, Dordogne megyében tölti. Háza van Sadillac faluban, és a közelében birtoka, ahol egy Château Pécachard nevű bor számára terem szőlő.

## Művei
William Boyd regényeket, novellákat, forgatókönyveket, színdarabokat, esszéket és művészetkritikákat ír.

### Regények
- A Good Man in Africa (1981) szatirikus regény egy képzeletbeli afrikai országban működő brit képviselet tisztviselőiről. Az ország légköre azt idézi, amelyet a szerző gyermekkorában és kamaszkori vakációiban ismert meg.
- An Ice-Cream War (1982) fekete humorú regény, amely cselekménye Afrikában zajlik, ahol britek és németek állnak szemben egymással az első világháború alatt.
- Stars and Bars (1984) egy félszeg brit kalandjait mutatja be fanyar humorral az Egyesült Államokban, ahol ez és az országa közötti különbségekkel találja magát szemben.
- The New Confessions (1987) egy filmkészítő életének történetét követi a 20. századon át, a két világháborún is keresztül. Megismeri Jean-Jacques Rousseau Vallomásaim című könyvét és szinte rögeszméje filmre vinni. Részben megvalósítja álmát, de ugyanakkor számos boldogtalan tapasztalatban van része szakmai és magánéletében.
- Brazzaville Beach (1990) egy tudós nőről szóló regény. Házassága kudarcba fullad Angliában, majd egy polgárháború sújtotta afrikai országba megy. Csimpánzok csoportját tanulmányozza és azt fedezi fel, hogy azok is ugyanolyan kegyetlenek, mint az emberek. Felfedezése miatt összeütközésbe kerül főnökével, ezért egyelőre tudományos pályája is megszakad.
- The Blue Afternoon (1993).
- Armadillo (1998).
- Any Human Heart (2002) naplói alakjában írt közepesen sikeres író életének története csaknem az egész 20. századon át. Boldog és boldogtalan időszakokból áll, olykor drámai vagy éppen tragikus eseményekkel.
- Restless (2006) főszereplője egy nő, aki brit titkos ügynök volt a második világháború alatt, és csaknem megölte egy áruló. Több félelemben töltött évtized után feltárja lányának múltját és valódi létét, és segítségével eléri, hogy az áruló öngyilkos legyen.
- Ordinary Thunderstorms (2009) főszereplője egy fiatal klimatológus, akit alaptalanul gyanúsítanak gyilkossággal. Keresi a rendőrség és a valódi gyilkos, ezért bujkálnia kell, hogy nyoma vesszen Londonban. Végül visszatérhet a normális életbe, de megváltoztatott személyazonossággal.
- Waiting for Sunrise (2012). Egy fiatal angol színész arra kényszerül, hogy kémelhárítási ügynök legyen az első világháború alatt.
- Solo (2013) a James Bond regények sorozatát folytatja egy újabb kalanddal.
- Sweet Caress (2015) egy fényképész nő mozgalmas életének története az élete vége felé írt napló alakjában.
- Love is Blind (2018) egy fiatal skót zongorahangoló és egy orosz szoprán szerelmi története a 19. század második felében és a 20. század elején, Európa több városában és végül az Andamán-szigeteken.
- Trio (2020). Három szereplőt egy film készítése köt össze. Látszatok fedik mindegyik titkos életét.
- The Romantic (2022) egy ír férfi kalandos élettörnténete a 19. századon át. Megjelenik katonaként a waterlooi csatában, majd Indiában, Byron és Shelley költők barátjaként Olaszországban, nemes olasz nő szerelmeseként, kiadója által becsapott útleírások szerzőjeként Londonban, ott adósságai miatt börtönre ítélt fegyencként, farmerként Amerikában, Afrikakutatóként, végül egy ideig bűnözők által kihasznált jelentéktelen diplomataként Triesztben.

Külön említést érdemel Nat Tate: An American Artist 1928-1960 (1998), nem fikciós könyvként megjelenő monográfia egy amerikai festőről, aki valójában nem létezett. Csak valamennyi időre megjelenése után fedte fel az író az igazságot.

### Novellagyűjtemények
- On the Yankee Station, 1981
- The Destiny of Nathalie X, 1995
- The Dream Lover, 1995
- Fascination, 2004
- The Dreams of Bethany Mellmoth, 2017

### Színdarabok
- School Ties, 1985;
- Six Parties, 2009;
- Longing, 2013 – Anton Csehov két novellája nyomán;
- The Argument, play, 2016.

### Nem fikciós könyvek
- Protobiography, 1998 – a szerző gyermekkorára korlátozott önéletírás;
- Bamboo, book, 2005 – esszék, művészetkritikák és egyéb cikkek.

### Forgatókönyvek

#### Saját művei nyomán
- Stars and Bars (Csillagos lobogó),[11] 1988 – amerikai filmvígjáték;
- A Good Man in Africa (Afrika koktél), 1994 – amerikai–brit–dél-afrikai filmvígjáték;
- Armadillo, 2001 – háromrészes brit amerikai televíziós drámasorozat;
- Any Human Heart, 2010 – négyrészes brit televíziós sorozat;
- Restless (A múlt árnyékában), 2012 – kétrészes brit televíziós filmdráma

#### Egyéb forgatókönyvek
- Good and Bad at Games, 1983 – brit tévéfilm;
- Dutch Girls, 1985 – brit tévéfilm;
- Scoop, 1987 – brit tévéfilm;
- Mister Johnson, 1990 – amerikai mozifilm;
- Tune in Tomorrow (Júlia néni és a tollnok – avagy mindennap új folytatás!), 1990 – amerikai mozifilm Mario Vargas Llosa azonos című regénye nyomán;
- Chaplin, 1992 – brit mozifilm (két másik íróval együtt írt forgatókönyv);
- The Trench (Az árok), 1999 – brit mozifilm ugyancsak William Boyd rendezésében;
- Sword of Honour, 2001 – brit tévéfilm;
- Man to Man, 2005 – brit mozifilm (egy másik íróval együtt írt forgatókönyv);
- A Waste of Shame (A szégyen sivataga), 2005 – brit tévéfilm;
- Spy City, 2020 – hat részes brit tévésorozat.

## Magyarul
- Solo. A 007-es a terror ellen. Az új James Bond-regény; ford. Varga Attila; XXI. Század, Budapest, 2014

## Fogadtatása
Saját bevallása szerint William Boydnak fiatalkorában olyan irodalmi példaképei voltak mint Graham Greene, Evelyn Waugh, Scott Fitzgerald, Ernest Hemingway vagy Kingsley Amis. Nem vonzotta a mágikus realizmus, a szürrealizmus vagy a posztmodern kísérletek, hanem a realista regény. Olvasmányos művei széles közönséget vonzanak, többük bestseller. Megjelenésükkor többnyire két-három kedvező, több közepes és két-három kedvezőtlen kritikában van részük.
Sikere nemzetközi is. Több mint harminc nyelven vannak fordítások műveiből. Magyarul két műve jelent meg: egy novella a Test és tükör. Mai angol elbeszélők című kötetben és Solo. Az új James Bond regény.

### Elismerései
- 1981 – Whitbread-díj az A Good Man in Africa című regénynek;
- 1982 – John Llewellyn Rhys-díj az An Ice Cream War című regénynek;

– Somerset Maugham-díj az A Good Man in Africa című regénynek;
– a Royal Society of Literature tagsága;
- 1990 – James Tait Black emlékdíj(wd) a Brazzaville Beach című regénynek;
- 1991 – az év skót írójának járó McVitie-díj a Brazzaville Beach-nek;
- 1993 – a Sunday Express az év könyvének járó díja a The Blue Afternoon-nak;
- 1995 – a Los Angeles Times fikciós könyvnek járó díj a The Blue Afternoon-nak;
- 2003 – Jean Monnet-díj az À livre ouvert, az Any Human Heart című regény francia fordításának;
- 2005 – A Brit Birodalom Rendjének parancsnoki fokozata;
- 2006 – az év könyvének járó Costa-díj a Restless című regénynek;
- 2011 – a legjobb dráma tévésorozatnak járó BAFTA-díj az Any Human Heart-nak;

– az oxfordi Jesus College tiszteletbeli tagsága.
William Boyd a skóciai St. Andrews-i Egyetem, Stirlingi Egyetem, Glasgow-i Egyetem és Dundeei Egyetem dísztoktora is.
Franciaországban a Művészetek és Irodalom Érdemrendjének tiszti fokozatával tüntették ki.